# Age of Empires II
Age of Empires II: The Age of Kings strateška je videoigra u realnom vremenu koju su razvili Ensemble Studios, a objavio Microsoft. Izdana je 1999. godine za Microsoft Windows i Macintosh te je druga igra u seriji Age of Empires. The Age of Kings smješten je u srednjem vijeku i nudi mogućnost igranja s trinaest različitih civilizacija. Cilj igrača je prikupiti resurse koji su potrebni za izgradnju gradova, stvaranje vojski i pobjedu nad svojim neprijateljima. Nudi se pet povijesno utemeljenih kampanja koje igrača ograničavaju na specijalizirane uvjete,a temelje se na pričama. Postoje tri dodatna načina igre za jednog igrača, a moguće je igranje i s više igrača .
Unatoč tome što je korišten isti sistem za igre i sličan kôd kao kod prethodnika, razvoj Age of Kings trajao je godinu dana duže od očekivanog, prisiljavajući Ensemble Studios da 1998. godine objave Age of Empires: The Rise of Rome. Dizajnerski tim usredotočio se na rješavanje značajnih problema u Age of Empires, ali je prilikom objavljivanja napomenuo da su neki problemi ostali.
The Age of Kings prihvaćen je vrlo pozitivno. Pohvaljen je značajan broj novih značajki, kao i poboljšanja igranja. The Age of Kings dobio je "univerzalno priznanje", prema sakupljaču recenzija videoigara Metacritic. Tri mjeseca nakon izlaska prodano je dva milijuna primjeraka The Age of Kings te je zauzeo prvo mjesto na ljestvicama prodaje u sedam zemalja. Igra je osvojila nekoliko nagrada te, s obzirom na to da je imala značajan utjecaj na buduće igre u svom žanru,  danas se smatra klasikom svoje vrste. Izvorni Age of Empires II i njegovo proširenje iz 2000. godine, The Conquerors, kasnije su objavljeni kao The Gold Edition (zlatno izdanje). Age of Empires II danas se smatra jednom od najboljih igara ikad napravljenih.
Ažurirana verzija igre s grafikom visoke razlučivosti Age of Empires II: HD Edition objavljena je 2013. godine. HD izdanje uključuje originalnu igru s proširenjem The Conquerors, kao i nove kampanje, civilizacije te ažuriranu grafiku za zaslone visoke rezolucije. Remaster verzija igre, Age of Empires II: Definitive Edition, objavljena je u studenom 2019. godine.